# نارکو (فیلم)
نارکو (انگلیسی: Narco) یک فیلم سینمایی فرانسوی در مورد گاس (با بازی گیوم کنه) که یک بیمار مخدر است، به دلیل عدم توانایی در کار در زندگی به دلیل حمله خواب، زندگی‌اش دشوار می‌شود.

## بازیگران
- گیوم کنه
- زابو بریتمن
- آن ماریون
- بنوآ پولورد
- فرانسوا برلئان
- ژیل لولوش
- گیوم گالین
- ژان کلود ون دام
- ژان-پیر کسل
- لوران لافیت
- لیونل آبلانسکی
- ملانی دوته
- والری لمرسیر